# NGC 3287
NGC 3287 is een balkspiraalstelsel in het sterrenbeeld Leeuw. Het hemelobject werd op 1 januari 1862 ontdekt door de Duits-Deense astronoom Heinrich Louis d'Arrest.

## Hussey 1338 / Struve 1448 (HD 91527)
Vanaf de aarde gezien bevindt het stelsel NGC 3287 zich schijnbaar net ten noordoosten van de dubbelster Hussey 1338 (Hu 1338) / Struve 1448 (Σ 1448). Amateurastronomen kunnen deze dubbelster aanwenden als gidsobject om op zoek te gaan naar NGC 3287.

## Synoniemen
- UGC 5742
- MCG 4-25-32
- ZWG 124.38
- IRAS 10320+2154
- PGC 31311